# LST-4 (戦車揚陸艦)
LST-4 (USS LST-4)は、アメリカ海軍の戦車揚陸艦である。390隻建造されたLST-1級戦車揚陸艦の4番艦。この艦級の揚陸艦は名前を付けられず、常に識別番号で呼称された。LST-4は地中海で主に活動し、その功績により従軍星章を与えられている。その後HM LST-4としてイギリス海軍に従事し、戦後アメリカ海軍へ返還され、任を解かれた後廃棄のため公売にかけられた。

## 建造
LST-4は1942年7月4日にアメリカ・ペンシルバニア州ピッツバーグのドラヴォ・コーポレーションによって起工され、1942年10月9日に進水した。ジョン(ジェニー)・バートロが後援し、1943年2月14日にアメリカ海軍へ就役した。

## 第二次世界大戦

### 地中海
LST-4はヨーロッパ戦域に従事した。以下はLST-4が従軍星章を受章した要因となったものである。
- 1943年7月 - ハスキー作戦
- 1943年9月 - アヴァランチ作戦
- 1944年6月 - アンツィオの戦い
- 1944年8月から9月 - 南部フランス侵攻

### 退役
LST-4は1944年12月23日にアメリカ海軍を退役し、残る大戦中はHM LST-4としてイギリス海軍に貸し付けられた。

### イギリス指揮下
HM LST-4は1944年12月24日にチュニジアのビゼルトで就役した。1945年1月14日、HM LST-4はターラント・ピレウス間を航海中に機雷に接触した。だが、応急的な処置がギリシャで、1945年10月10日から10月24日までマルタで本格的な修理が行われるまでの間、HM LST-4は沈没せずに持ちこたえた。
LST-4は作戦行動を終えたため1946年前半にアメリカへ出航した。しかし途中でスクリューが1つ欠損したためほかの戦車揚陸艦にノーフォークまで牽引されていった。

## 戦後
1946年6月19日に除籍されたLST-4は、1947年9月10日にボルチモアでスクラップの為売却された。